# Olivier-Clément Cacoub
Olivier-Clément Cacoub, né le 14 avril 1920 à Tunis et mort le 27 avril 2008 à Paris 16e, est un architecte franco-tunisien.

## Biographie

### Carrière
Il commence sa carrière en Tunisie, comme architecte-conseil auprès de la République tunisienne, et la développe ensuite en France (Paris, Orléans, Nice, Cannes et Grenoble), en Russie, à Tahiti et surtout en Afrique. Lauréat du Grand Prix de Rome en 1953, il porte le titre d'architecte en chef des bâtiments civils et palais nationaux.

### Vie privée et mort

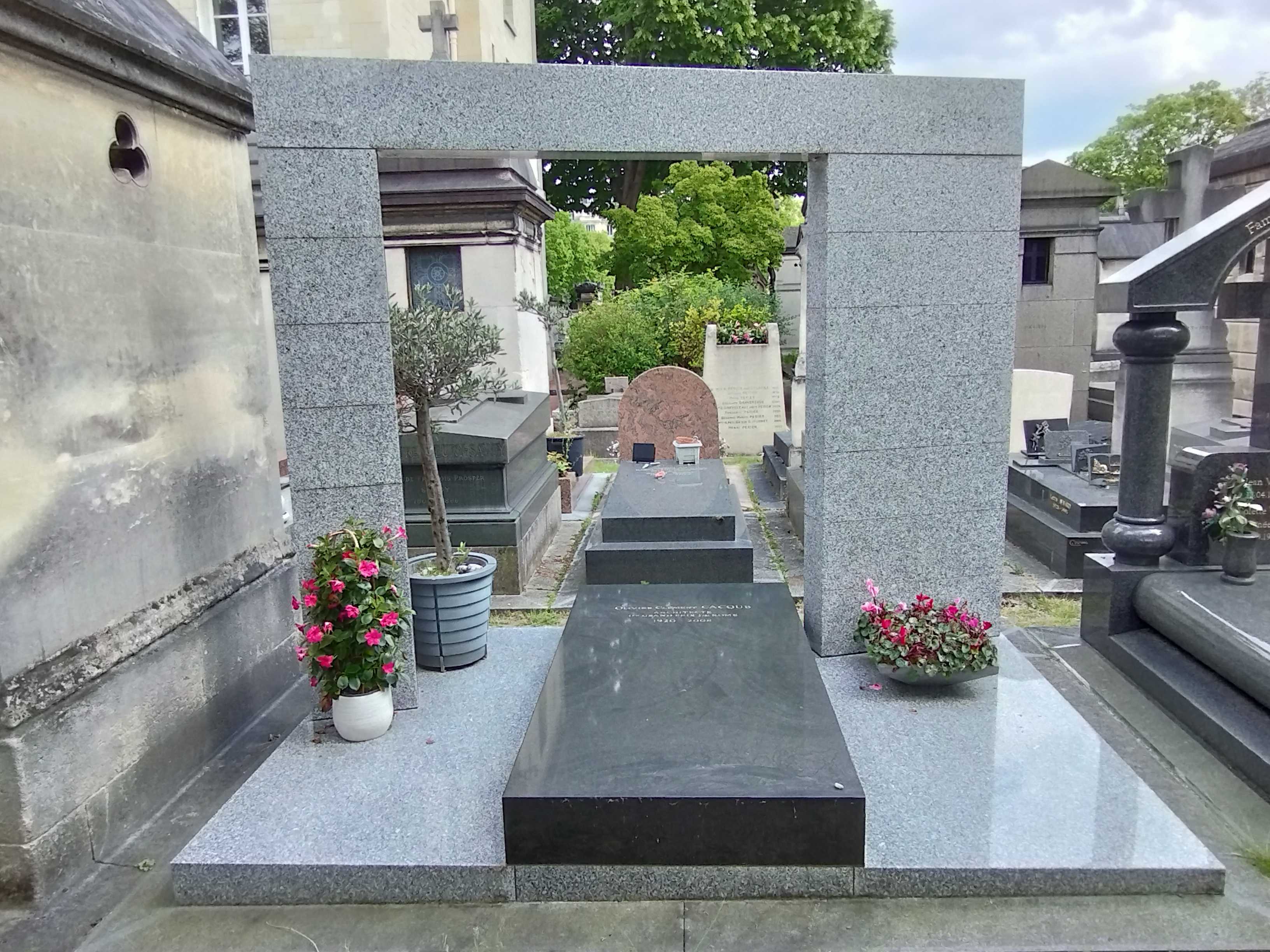
Tombe d'Olivier-Clément Cacoub au cimetière du Montparnasse (division 18).

Intime du président français Jacques Chirac et père de quatre fils et une fille, il meurt le 27 avril 2008 à Paris 16e, à l'âge de 88 ans. Il est inhumé le 30 avril au cimetière du Montparnasse (division 18), en présence de Bernadette Chirac,. En 1973, il avait créé avec sa première femme Mireille Boccara, l'association Dominique Cacoub qui, pendant vingt-trois ans, a aidé financièrement les personnes atteintes de leucémie et leurs familles.

## Vision
Il voit en volume comme un sculpteur : 
« Je fais de l'architecture comme je fais des gestes. »
 Son œuvre étonne par son abondance mais aussi par sa variété. Cacoub est aussi à l'aise dans la réécriture des formes traditionnelles qu'il emprunte aux cultures des divers pays où il exerce son art que dans les créations les plus audacieuses.

## Ouvrages

### Tunisie
- le palais des congrès de  Bizerte
- le palais présidentiel de Carthage[2],[1]
- le palais présidentiel de Skanès[2]
- le palais des congrès de Tunis[2]
- la cité olympique d'El Menzah[2]
- le mausolée Bourguiba de Monastir[2]
- les hôtels Abou Nawas et Africa de Tunis
- le stade Mustapha-Ben-Jannet de Monastir
- la station balnéaire de Port El-Kantaoui
- le palais des congrès de Monastir
- le siège de la Banque internationale arabe de Tunisie à Tunis[6]

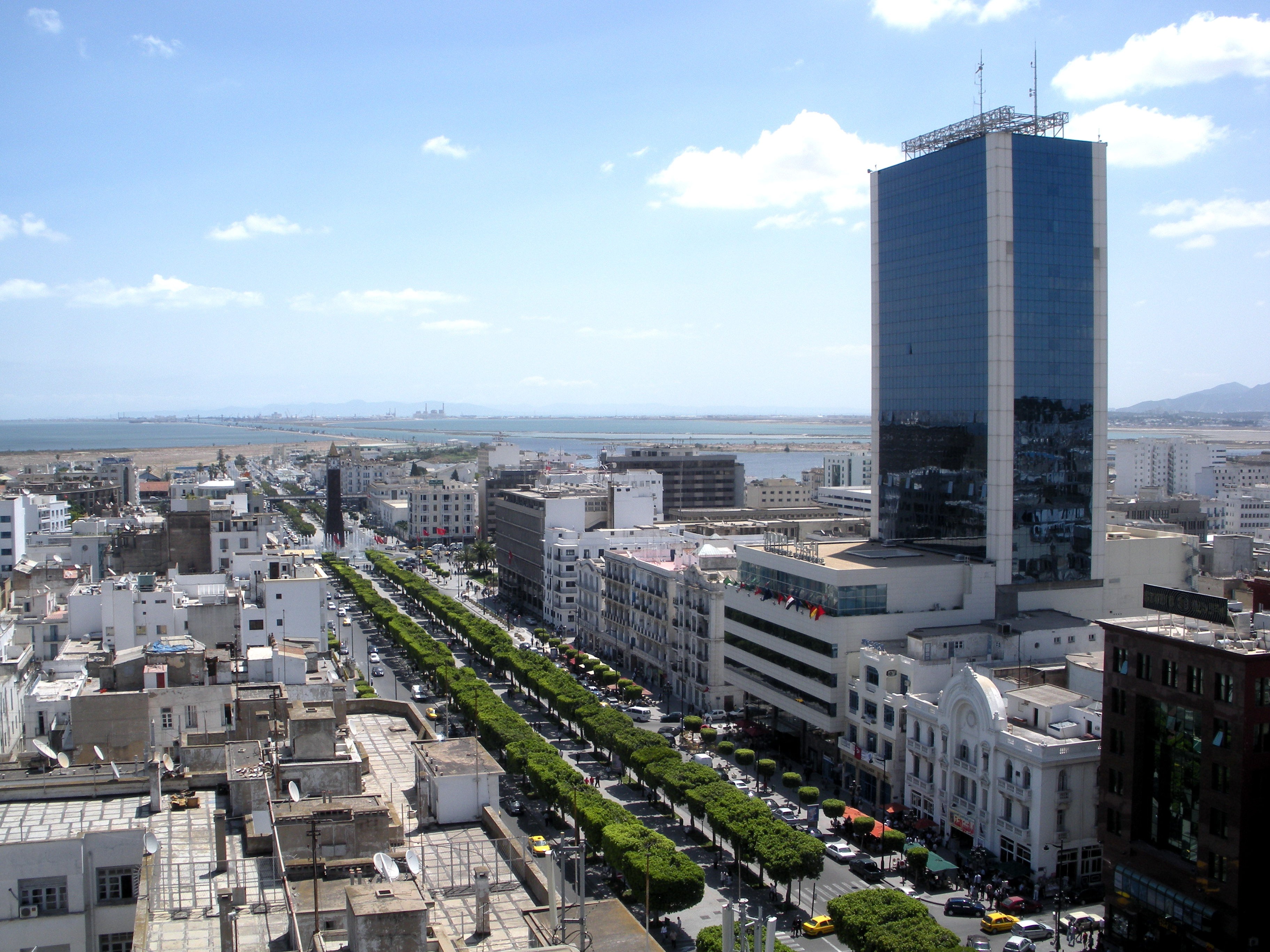
L'hôtel Africa dominant l'avenue Habib-Bourguiba à Tunis.
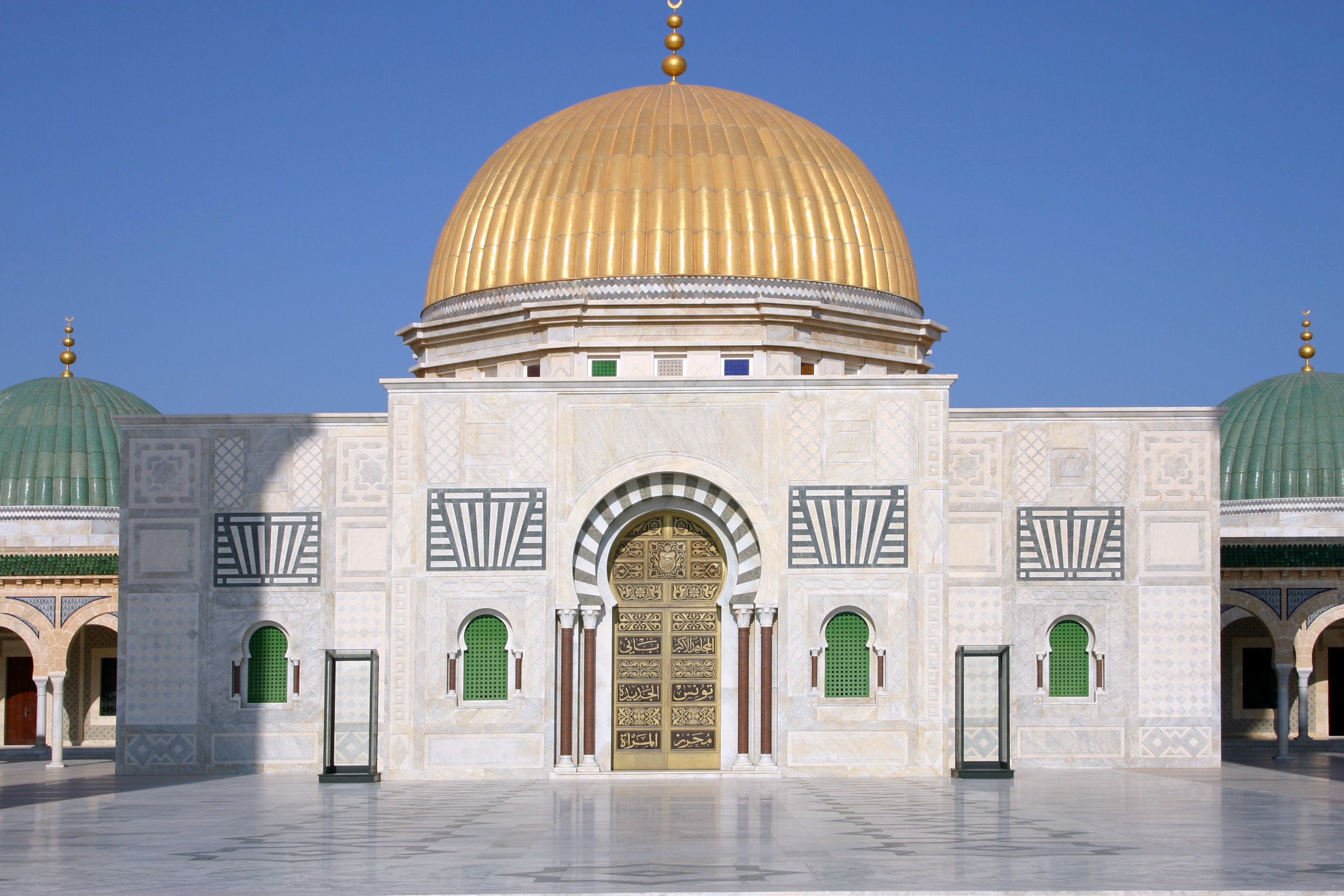
Mausolée Bourguiba à Monastir.

### Afrique subsaharienne
Cameroun
- le palais présidentiel de Yaoundé[2],[1]
- la résidence de campagne du président camerounais Paul Biya à Mvomeka'a

 République du Congo
- le centre culturel français de Brazzaville

 République démocratique du Congo
- le palais présidentiel de Gbadolite[2]
- la tour de l'Échangeur de Limete, Kinshasa[7]

 Côte d'Ivoire
- le palais présidentiel de Yamoussoukro
- la Fondation Félix-Houphouët-Boigny[2],[1]de Yamoussoukro
- l'hôtel Président de Yamoussoukro

### France
- l'Université d'Orléans[1]
- l'extension du Palais des Festivals  de Cannes[1]
- le campus de Grenoble[1] notamment l'amphithéâtre Louis Weil en collaboration avec l'artiste Edgar Pillet[8]
- le Palais de la Méditerranée de Nice[1]
- la Cité internationale des arts de Paris (en coopération avec architectes Paul Tournon et Ngô Viết Thụ - Grand Prix de Rome 1955)
- l'« immeuble-miroir » futuriste Le Ponant de Paris, siège de la préfecture de Paris et d'île de France depuis 2011
- la rénovation du marché Saint-Germain de Paris
- le Parc de Passy, Paris 16

Immeuble « Le Ponant », 15e arrondissement de Paris.
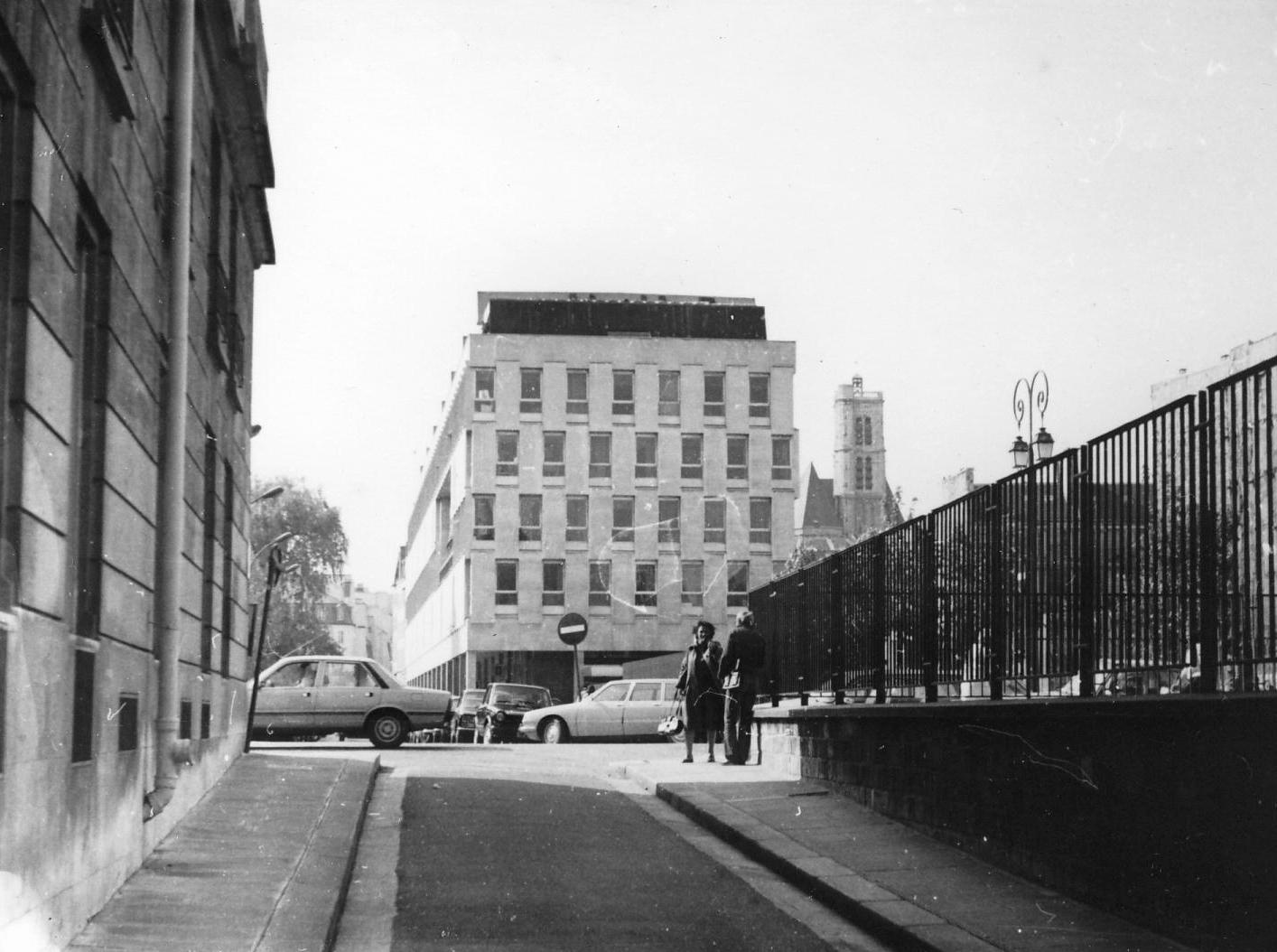
La cité internationale des arts.